# Kraljev pirat
Kraljev pirat (The King's Pirate) je američki pustolovni film iz 1967. godine. Film je remake filma Protiv svih zastava iz 1952. godine.

## Radnja
1700. godine poručnik Brian Fleming (Doug McClure) s broda Monsoon pristaje biti optužen za napad i nečasno otpušten iz Britanske mornarice, no sve je to tek dio šireg plana kapetana Hornsbyja (Bill Glover) i komodora Collinsa (Michael St. Clair) da se Fleming uvuče u neosvojivu piratsku luku Juarez u Indijskom oceanu. U Zanzibaru Fleming se priključuje Zuccu (Kurt Kasznar), lopovu koji opskrbljuje pirate svim potrepštinama te skupa s njim odlazi u Puerto Juarez. Fleming ondje upoznaje prelijepu Jessicu Stephens (Jill St. John) koja upravlja sustavom utvrda i topova u obrani otoka. Fleming joj se počinje udvarati, ali u Jessicu je zagledan i John Avery, prvi časnik na piratskom brodu Scorpion. Zapovjednik Scorpiona, kapetan Cullen (Torin Thatcher) uzima Fleminga na brod kako bi ga iskušao i provjerio njegovu odanost piratskom Bratstvu. Napadaju indijski brod natovaren blagom, i zarobljavaju indijsku princezu Patnu (Mary Ann Mobley), kćer Velikog mogula. Po povratku na otok, Jessica nudi Flemingu položaj kapetana na njenom brodu Shark i Fleming mora birati između želje da izvrši svoj zadatak i spasi princezu te ljubavi prema Jessici i piratskom životu.

## Zanimljivosti
- Britanski časnici u filmu nose uniforme koje su usvojene tek pola stoljeća kasnije.

- Kao razlog Flemigovog pristajanja na zadatk iznosi se nagrada od 50,000 funti za uništenje piratskog gnijezda koju je raspisala Britanska istočnoindijska kompanija.

- John Avery je vjerojatno utemeljen na Henryju Averyju, povjesnom piratu koji je plovio Indijskim oceanom i ponekad bio zvan John Avery.

- Piratski napad na indijski brod s blagom je vjerojatno utemeljen na napadu Henryja Averyja na mogulov brod Ganj-I-Sawai 1694. pri čemu je Avery oteo jedan od najvećih plijenova u povijesti piratstva, tadašnjih 600,000 funti, što bi danas vrijedilo otprilike 105,000,000 američkih dolara.